# حصار (ميانكوه)
حصار (بالفارسية: حصار) هي مستوطنة تقع في إيران في Miankuh Rural District. يقدر عدد سكانها بـ 276 نسمة بحسب إحصاء 2016.